# Ramiro II. Leonski
Ramiro II. (oko 900. – 1. siječnja 951.) bio je kralj Leona od 931. godine pa do svoje smrti.

## Životopis
Ramiro je bio sin kralja Ordonja II. i unuk Alfonsa III. Leonskog. Rođen je oko 900. godine. Njegova je majka bila Elvira Mendes, kći grofa Menenda Gonzáleza.
Stvorio je koaliciju koja je pobijedila muslimane 939.
Imao je dvije supruge. Prva se zvala Adosinda Gutierrez, a bila je majka Bermuda i Ordonja III. S drugom ženom Urakom bio je otac Sanča I. Debelog i Elvire Ramírez, koja je bila časna sestra.
Prema jednoj legendi, imao je sina Alboazara s Arapkinjom Ortegom, koja je bila kći nekog arapskog plemića.